# 既得利益
既得利益（英語：Vested interest）是一種利益衝突，指的是一個人在決策時可能會因為在既有選擇下有機會獲得利益，而偏好這個選項。在社会生活中常被指责为有损社会公正的特权。
既得利益不一定是現在就已經有的利益，也可是若制度不變，該人或群體可以得到的。例如某地公務員有「論資排輩」制度，某人只需到達某個年齡即可得到某種職位；若在某些人已等了半輩子的情況之下改變這個制度，某人雖仍未得到該職位，仍可說是觸動了其既得利益。